# RIM-8 Talos

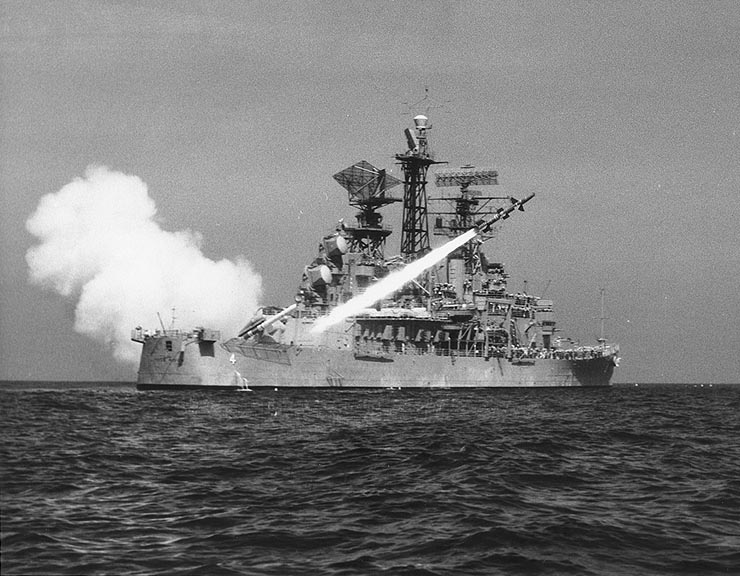
avfyrar en Talos-robot.

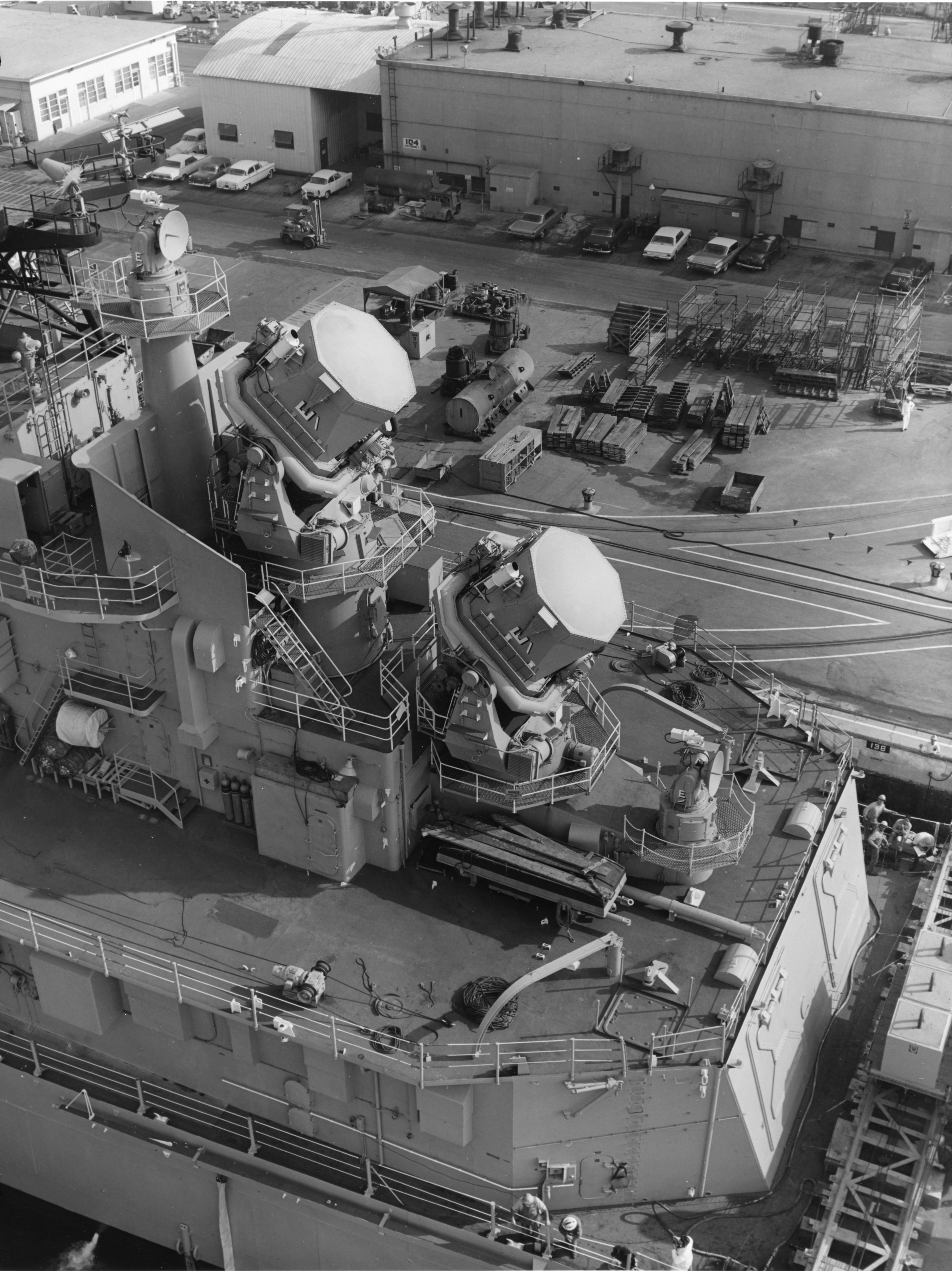
Två AN/SPG-49 ledstrålesändare ombord på.

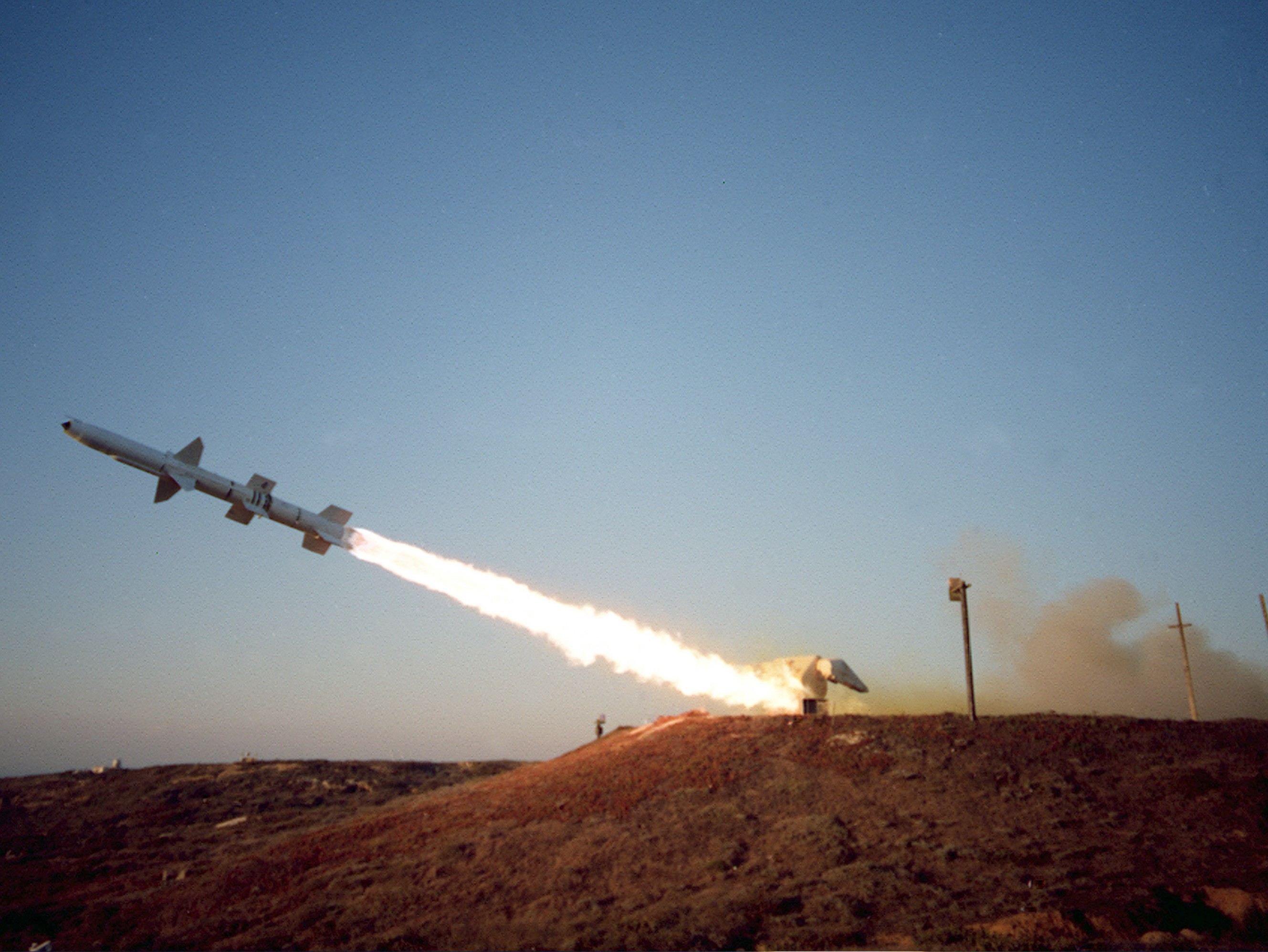
Efter att systemet pensionerats från flottan fortsatte robotarna att användas som målrobotar. Främst för att simulera sjömålsroboten P-270 Moskit.

RIM-8 Talos var en luftvärnsrobot med lång räckvidd utvecklad för USA:s flotta. Den är namngiven efter jätten Talos i grekisk mytologi.

## Bakgrund
Under andra världskriget utsattes amerikanska stridsfartyg för anfall av nya vapen som sjömålsrobotarna Hs 293 och Fritz X i Europa och Yokosuka Ohka i Stilla havet. Dessa vapen släpptes från bombflygplan på säkert avstånd från fartygens luftvärnsartilleri. Därför inleddes 1944 Projekt Bumblebee som hade som mål att utveckla ramjet-drivna luftvärnsrobotar med tillräcklig räckvidd för att kunna skjuta ner bombflygplanen innan de kunde avfyra sina vapen.

## Utveckling
De första ramjet-drivna testrobotarna i Cobra-serien flög 1945, vilket ledde fram till PTV (Propulsion Test Vehicle) 1947 och STV (Supersonic Test Vehicle) 1948. De första fullskalerobotarna XPM (eXperimental Prototype Missile) började provskjutas 1949, men problem med startmotorerna gjorde att den första lyckade provskjutningen dröjde till 1951. Första träffen i ett flygande mål gjordes på hösten 1952. Ständigt ökade krav på räckvidd gjorde att robotsystemet inte kunde tas i bruk förrän 1959. De första RIM-8/SAM-N-6b hade nästan dubbelt så lång räckvidd som XPM (90 km mot 45 km).
Nästa steg i utvecklingen var RIM-8C/SAM-N-6b1 som togs i bruk 1960 och som hade ytterligare fördubblad räckvidd.
Talos-robotarna fanns både med konventionell splitterladdning och med kärnladdning. Varje fartyg förde med sig ett mindre antal kärnvapenladdade robotar även om de aldrig användes. Detta var opraktiskt eftersom hela robotmagasinet måste laddas om ifall man var tvungen att använda en kärnladdad robot. Detta problem löstes med RIM-8E/SAM-N-6c1 Unified Talos där laddningen kunde bytas ut på en godtycklig robot i robotmagasinet.
RIM-8G och RIM-8J var ytterligare förbättrade versioner. RIM-8H Talos-ARM var en signalsökande robot avsedd att användas mot kustartilleriets eldledningsradar.
Talos-systemet började avvecklas 1974 och 1979 var det borta från alla fartyg. Robotarna konverterades till målrobotar under den nya beteckningen MQM-8 Vandal. Den sista målroboten i Vandal-serien avfyrades 2005.

## Varianter
| Beteckning    | Beteckning | Tagen i tjänst | Notering                                                       |
| före 1962     | efter 1962 | Tagen i tjänst | Notering                                                       |
| ------------- | ---------- | -------------- | -------------------------------------------------------------- |
| RTV-N-6       | —          | —              | Prototyp (XPM)                                                 |
| SAM-N-6b      | RIM-8A     | 1959           | —                                                              |
| SAM-N-6bW     | RIM-8B     | 1959           | Med W-30 kärnvapenladdning                                     |
| SAM-N-6b1     | RIM-8C     | 1960           | Räckvidden ökad till 180 km                                    |
| SAM-N-6bW1    | RIM-8D     | 1960           | Med W-30 kärnvapenladdning                                     |
| SAM-N-6c1     | RIM-8E     | 1962           | Unified Talos, samma robot för både splitter- och kärnladdning |
| SAM-N-6b1(CW) | RIM-8F     | 1962           | SAM-N-6b1 uppgraderad med samma målsökare som SAM-N-6c1        |
| —             | RIM-8G     | 1966           | Förbättrad ledstrålestyrning                                   |
| —             | RIM-8H     | 1966           | Signalsökande version för användning mot radarstationer        |
| —             | RIM-8J     | 1968           | Förbättrad slutfasmålsökning                                   |
| —             | MQM-8G     | 1979           | Konverterade till målrobotar                                   |

## Konstruktion
Talos är en tvåstegsrobot med en startmotor med fast bränsle och en ramjet som banmotor. Under huvuddelen av banan är roboten ledstrålestyrd, men i slutfasen går den över till semiaktiv målsökning. De kärnvapenladdade robotarna RIM-8B och -8D behöver ingen slutfasstyrning och saknar därför också de fyra antennerna runt luftintaget.
Ledstrålestyrningen gör att fartygets eldledningsdator hela tiden kan hålla roboten i en optimal bana. På långa avstånd blir den mest optimala banan ballistisk, vilket gör att roboten träffar målet uppifrån. Det ökar även träffchansen eftersom stridspiloter oftast väntar sig att luftvärnsrobotar kommer underifrån.
Talos-robotarna är kraftfulla och har lång räckvidd, även med dagens mått. Men de är stora, tunga och ledstrålestyrningen är en begränsning som gör att man inte kan ha mer än ett fåtal robotar i luften samtidigt.

## Användning
Under Vietnamkriget sköts totalt tre nordvietnamesiska MiG-flygplan ner av Talos-robotar. En från USS Galveston och två från USS Long Beach. Även nordvietnamesiska luftvärnsbatterier bekämpades med RIM-8H–robotar.